# 클릭당 지불
클릭당 지불(영어: pay-per-click, PPC)는 검색 엔진,  웹사이트, 블로그 등에서 쓰이는 것인 바, 사용자가 광고를 클릭해서 광고주의 웹사이트로 이동하였을 경우에만 광고주가 대금을 지불하는 방식의 광고 모델이다. 키워드 광고의 일종이다.
흔히 클릭당 비용, 다시 말해 코스트 퍼 클릭(Cost Per Click, 줄여서 CPC),혹은 페이 퍼 십(Pay per Ship)이라고도 일컫는다.

## 설명
보통 광고주들은 소비자가 물품이나 용역을 구매하려 할 때 소비자가 입력할 것이라고 예상되는 키워드를 구매해 놓는다. (구매는 경매를 통하기도 한다.) 사용자가 광고주의 키워드 목록에 일치하는 키워드 질의를 쳐 넣었을 경우나 관련 내용을 담은 웹페이지를 볼 때면 광고주들의 광고가 웹페이지 위에 뜬다. 이러한 광고들은 "스폰서 광고" 또는 "스폰서 링크"라고 불리기도 한다.
검색할 때 클릭당 지불 광고는 예를 들어 다음과 같이 뿌려진다. 사용자가 검색을 하면, 검색 엔진 결과 문서의 원래 검색 결과 위쪽이나 옆쪽에, 아니면 웹 관리자나 블로거가 정한 위치에 광고가 뿌려진다.
검색할 때가 아니더라도 클릭당 지불 광고가 등장할 수 있다. 다시 말해, 클릭당 지불 광고는 "콘텐츠 네트워크" 웹사이트(블로그 같은 것)에 등장하기도 한다. 예를 들면 구글 애드센스, 야후! 퍼블리셔 네트웍은 사용자들이 보는 웹페이지의 내용과 관련된 광고를 보여 주도록 되어 있다.
클릭당 지불 광고 분야에는 많은 기업들이 진출해 있다. 미국에만 해도 구글 애드워즈, 야후! 검색 마케팅, MSN 애드센터 등이 활발하며, 이들이 2007년 기준으로 가장 규모가 큰 광고 네트워크 운용사이다. 검색 엔진에 따라 다르지만, 클릭당 지불의 최소 가격은 US$ 0.01 (최대 US$0.50) 정도 한다. 인기 있는 검색 단어는 꽤 가격이 비쌀 수도 있다.
클릭당 지불 프로그램에서는 광고를 뿌려 주는 사이트에 대한 트래픽이 많다고 해서 매출이 창출되는 것이 아니라, 사용자가 광고를 클릭할 경우에만 매출이 창출되는 것이다.
이 광고 모델은 부정 클릭에 의해 오용될 수 있다. 구글이 자동화된 시스템을 구현하여 부정 클릭 남발을 막으려고 하고 있다.

## 종류
PPC 엔진은 두 개의 주요 부류로 나뉜다.
- "키워드" 일치(match) 방식(스폰서드 일치 방식): 검색 엔진 자체 결과에 광고를 보여 준다.
- "내용"(content) 일치 방식: 퍼블리셔 사이트나 뉴스 레터, 전자 우편과 같은 곳에 광고를 첨부한다.

"제품"이나 "서비스"에 관련된 또 다른 종류의 PPC 엔진도 있다.
검색 엔진 회사들은 위와 같은 PPC 엔진들 중 여러 가지를 한 번에 채택할 수 있다. 또 다른 모델들도 계속 개발되고 있다.

## 역사
1998년 2월, Goto.com의 제프리 브류워(Jeffrey Brewer)가 캘리포니아주에서 열린 TED8 콘퍼런스에서 PPC 검색 엔진 개념을 선보였다. Goto.com은 당시 종업원 25명 규모의 "벤처" 기업이었으며, 나중에 오버츄어로 이름으로 바꾸었다가 야후!에 인수합병되었다. 이 프레젠테이션 이후로 PPC 광고 시스템이 개발되어 나갔다. 일반적으로, PPC 모델 개념의 창시자는 아이디어랩 및 Goto.com의 창립자 빌 그로스로 알려져 있다.
구글은 1999년 12월부터 검색 엔진 광고를 시작하였다. 2000년 10월에서야 애드워즈 시스템을 도입하였다. 검색 엔진의 검색 결과에 광고주들이 텍스트 광고를 보여 주도록 하였다. 2002년까지만 해도 광고는 CPM 방식으로 대금이 징수되었다. 1998년 도입 이래로 야후!의 광고는 항상 PPC 방식이었다.

## 같이 보기
- CPM (Cost Per Mill)
- PPV (Pay Per View)
- CPI (Cost Per Impression)
- PPI (Pay Per Installation)
- PPP (Pay Per Publish)
- 클릭사기
- 클릭 농장(클릭 팜)
- 우마오당